# Heta
Heta () er et bogstav i det græske alfabet. Lyd som det latinske 'h'.

## Computer
|   | decimal | hex     | HTML |
| - | ------- | ------- | ---- |
| ͱ | &#881;  | &#x371; |      |
| Ͱ | &#880;  | &#x370; |      |

| Sprog | Spire Denne artikel om sprog er en spire som bør udbygges. Du er velkommen til at hjælpe Wikipedia ved at udvide den. |